# Боровской (Иркутская область)
Боровской — посёлок в Братском районе Иркутской области России. Входит в состав Зябинского сельского поселения. Находится на берегу реки Шаманка, примерно в 25 км к северо-востоку от районного центра, города Братска, на высоте 421 метра над уровнем моря.

## Население
По данным Всероссийской переписи, в 2010 году численность населения посёлка составляла 478 человек (223 мужчины и 255 женщин).
| 2002 | 2010 | 2011 | 2012 |
| ---- | ---- | ---- | ---- |
| 525  | ↘478 | ↘475 | ↘440 |

## Улицы
Уличная сеть посёлка состоит из 14 улиц и 2 переулков.